# Erik De Vlaeminck

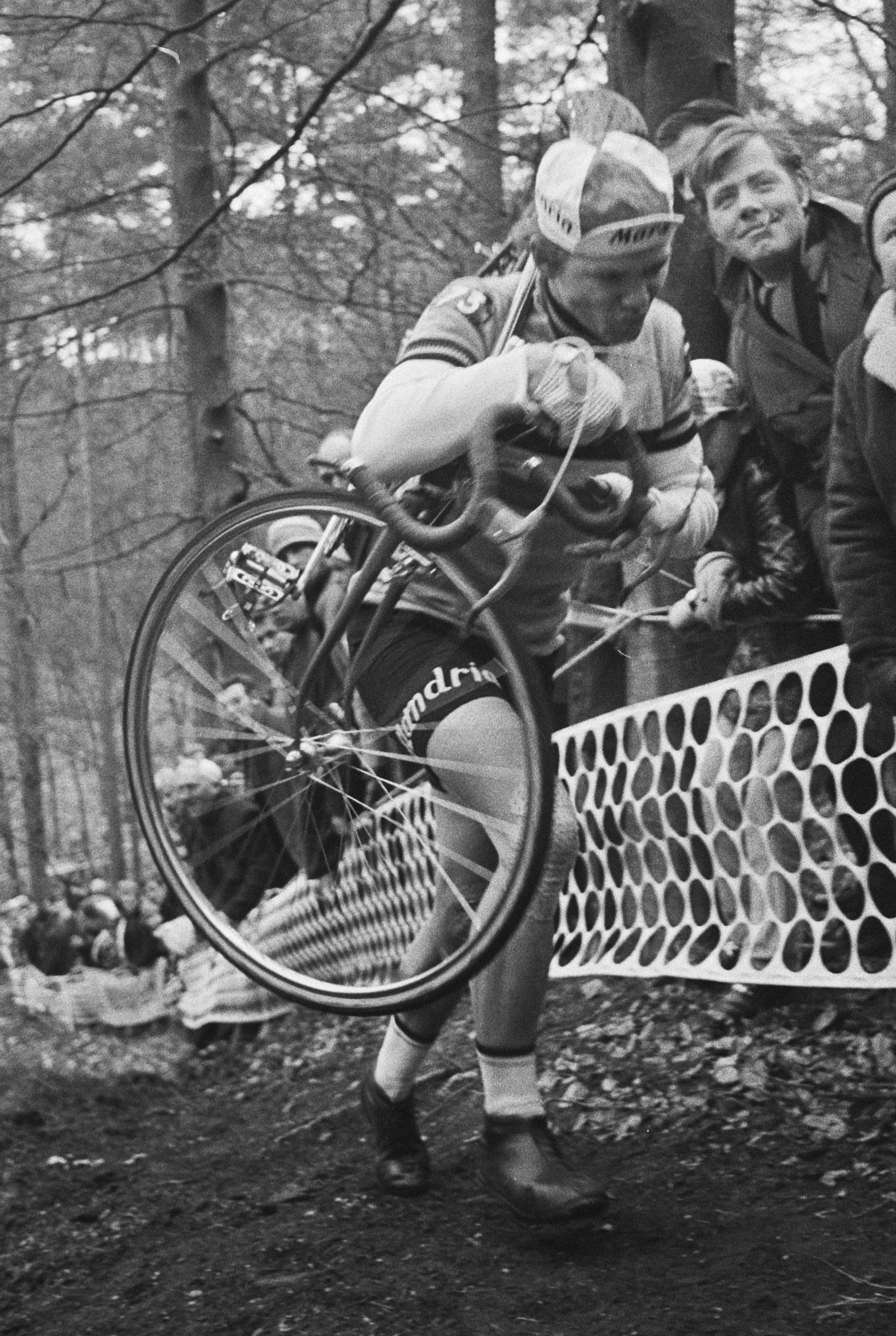
Erik De Vlaeminck på väg mot världsmästartiteln 1971.

Erik De Vlaeminck (förnamnet ses ofta med fransk stavning: Eric), född den 23 mars 1945 i Eeklo, död den 4 december 2015 på samma plats, var en belgisk tävlingscyklist som var professionell från 1966 till 1980 och hade framgångar både på landsväg och inom cykelcross.
På landsväg märks segrarna i etapploppen Belgien runt (1969) och Paris–Luxembourg (1970) och därtill en etappseger i Tour de France (1968), samt segrar i GP Union Dortmund (1968), Kampioenschap van Vlaanderen (1969), Omloop der Vlaamse Ardennen (1969) och Grosser Preis des Kantons Aargau (1970).
I cykelcross märks främst De Vlaemincks sju världsmästerskapstitlar, fler än någon annan (tangerat av Mathieu van der Poel 2025).
Efter karriären var De Vlaeminck coach för det belgiska landslaget i cykelcross och från 1989 till 2002 vann detta 29 medaljer. Mot slutet av sin levnad led han av både Alzheimer och Parkinson.
Den yngre brodern Roger De Vlaeminck var också en framgångsrik cyklist som framför allt vann alla fem monumenten under sin karriär (totalt elva segrar i de fem loppen, fyra av dessa i Paris–Roubaix), och även han tog en världsmästartitel i cykelcross för professionella (och en för amatörer 1968 – samma år som Erik vann sitt andra guld för professionella). Erik De Vlaemincks son Geert avled vid 26 års ålder efter att ha kollapsat under ett cykelcrosslopp 1973.
Sedan år 2000 arrangeras cykelcrossloppet GP Eric De Vlaeminck i Heusden-Zolder. Det ingår sedan 2020 i Supersprestige (dessförinnan World Cup).

## Meriter – landsväg
| 1967 7:a i GP Union Dortmund 8:a i GP Flandria 1968 Vinnare av GP Union Dortmund Vinnare av GP du Tournaisis 6:a i Dwars door België 6:a i Bryssel–Meulebeke 1969 Vinnare totalt av Belgien runt Vinnare av etapp 1 Vinnare av Kampioenschap van Vlaanderen Vinnare av Omloop der Vlaamse Ardennen Vinnare av etapp 1 i GP du Midi-Libre 2:a i Flèche Wallonne 2:a i Circuit de l'Aulne 2:a i Leeuwse Pijl 3:a i Gent–Wevelgem 3:a i Elfstedenronde 3:a i Omloop der Zennevallei 5:a i Druivenkoers Overijse | 1970 Vinnare totalt av Paris–Luxembourg Vinnare av Grosser Preis des Kantons Aargau 2:a i GP Victor Standaert 3:a i Flèche Wallonne 3:a i Elfstedenronde 3:a i GP Flandria 4:a i Liège–Bastogne–Liège 4:a totalt i Belgien runt 5:a i De Kustpijl 6:a i Druivenkoers Overijse 7:a i Circuit de l'Aulne 8:a i linjelopp vid Belgiska mästerskapen 8:a i Bryssel–Ingooigem 1971 Vinnare av GP Flandria Vinnare av prologen (ITT) i Tour de Luxembourg 5:a i E3 Harelbeke 9:a i Paris–Roubaix 1977 Vinnare av etapp 2 i Tour d'Indre-et-Loire 3:a i E3 Harelbeke 7:a i Omloop van Oost-Vlaanderen |

## Meriter – cykelcross
De belgiska mästerskapen hölls vintersäsomgsvis (före nyår till och med 1969/1970, efter nyår från 1970/1971 – således hölls inget mästerskap under kalenderåret 1970), UCI:s världsmästerskap hålls kalenderårsvis (i januari–mars).
| SäsongMästerskap      | 1965 1966 | 1966 1967 | 1967 1968 | 1968 1969 | 1969 1970 | 1970 1971 | 1971 1972 | 1972 1973 | 1973 1974 | 1974 1975 | 1975 1976 | 1976 1977 | 1977 1978 | 1978 1979 |
| --------------------- | --------- | --------- | --------- | --------- | --------- | --------- | --------- | --------- | --------- | --------- | --------- | --------- | --------- | --------- |
| Världsmästerskapen    |           | –         |           |           |           |           |           |           | –         | –         | –         |           | –         | DNF       |
| Belgiska mästerskapen | –         |           | –         |           | –         |           |           | –         | –         |           | –         |           | –         | –         |

DNF = Fullföljde ej